# 31 Brygada Zmechanizowana (Bundeswehra)
31 Brygada Zmechanizowana (31 Brygada Grenadierów Pancernych) (niem. Panzergrenadierbrigade 31) – zmechanizowany związek taktyczny Bundeswehry.
W okresie zimnej wojny Brygada wchodziła w skład 11 Dywizji Zmechanizowanej i przewidziana była do działań w pasie Północnej Grupy Armii.

## Struktura organizacyjna
| Organizacja PzGrenBrig 31 w 1989 | Organizacja PzGrenBrig 31 w 1989    | Organizacja PzGrenBrig 31 w 1989 |
| Godło                            | Pododdział                          | Miejsce stacjonowania            |
| -------------------------------- | ----------------------------------- | -------------------------------- |
|                                  | dowództwo brygady                   | Oldenburg-Bümmerstede            |
|                                  | 311 batalion grenadierów pancernych | Varel                            |
|                                  | 312 batalion grenadierów pancernych | Delmenhorst-Adelheide            |
|                                  | 313 batalion grenadierów pancernych | Varel                            |
|                                  | 314 batalion pancerny               | Oldenburg-Bümmerstede            |
|                                  | 315 batalion artylerii              | Wildeshausen                     |